# Bożena Ewa Nowina-Sroczyńska
Bożena Ewa Nowina-Sroczyńska – polska etnografka, antropolożka kultury, profesor nauk humanistycznych w dyscyplinie etnologia ze specjalnością antropologia sztuki, profesor Uniwersytetu Łódzkiego na Wydziale Filozoficzno-Historycznym.

## Życiorys
Ukończyła etnografię na Wydziale Filozoficzno-Historycznym UŁ, na tym Wydziale obroniła pracę doktorską Odpust – analiza święta i form świętowania (1985), habilitowała się na Wydziale Historycznym Uniwersytetu im. Adama Mickiewicza w Poznaniu na podstawie dorobku naukowego i książki Przezroczyste ramiona ojca. Etnologiczne studium o magicznych dzieciach (1998). Kierowała Zakładem Antropologii Kulturowej w Instytucie Etnologii i Antropologii Kulturowej UŁ (1999–2018).

## Zainteresowania badawcze
Interesuje ją antropologia symboliczna, antropologia filmu, antropologia sztuki. Kategorie antropologiczne (mitu, rytuału, obrzędu, karnawalizacji) wykorzystuje do analizy dzieł artystycznych. Konsultantka filmów etnograficznych, autorka i współautorka scenariuszy do filmów o tematyce etnograficznej / antropologicznej; członkini Stowarzyszenia „Łódź Filmowa”. Obszarem jej badań terenowych są: region łowicki, Kaszuby, Podhale. Prowadzi wykłady z zakresu kultury symbolicznej, antropologii filmu, antropologii sztuki, seminaria magisterskie i doktorskie.

## Publikacje

### Książki
- 2018 Kultura podhalańska jako doświadczenie osobiste. Koncepcja formy sylwicznej. Łódź: IEiAK UŁ.
- 2018 Mistrzowie ostentacyjnych transgresji. Łódź Kaliska z antropologiem w tle. Łódź: IEiAK UŁ[7].
- 1997 Przezroczyste ramiona ojca. Etnologiczne studium o magicznych dzieciach. Łódź: Wydawnictwo Uniwersytetu Łódzkiego[3].

### Prace pod redakcją
- 2016 Nowe czytanie tradycji. Z inspiracji Rokiem Kolbergowskiem. Łódź: IEiAK UŁ [redakcja: E. Nowina-Sroczyńska, S. Latocha].
- 2016 Oblicza choroby w czasach płynnej nowoczesności. Bytów–Łódź: Muzeum Zachodniokaszubskie w Bytowie [redakcja: E. Nowina-Sroczyńska, S. Latocha, T. Siemiński].
- 2014 Małe miasta w czasach płynnej nowoczesności. Pruszcz Gdański–Bytów: Wydawnictwo Jasne [redakcja: E. Nowina-Sroczyńska, T. Siemiński].

### Artykuły
- 2016 PIESZO. Peregrynacje mistrza Wawrzyńcoka z Podhala, człowieka „wszechstronnie niewykształconego”. [W:] Archaeologia et Pomerania. Łódź, s. 439–456.
- 2016 Święta samogłoska O.  [W:] Nowe czytanie tradycji. Z inspiracji Rokiem Kolbergowskim. Red. E. Nowina-Sroczyńska, S. Latocha. Łódź, s. 331–343.
- 2015 Hipnotyczne, nieregularne pejzaże Księcia. [W:] W krainie metarefleksji. Księga poświęcona profesorowi Czesławowi Robotyckiemu. Red. J. Barański, M. Golonka-Czajkowska, A. Niedźwiedź. Kraków, s. 571–583.
- 2014 „Wszystko jest tam małe i wszystkiego jest tylko parę”. O twórczości Andrzeja Barańskiego. [W:] Małe miasta w czasach płynnej nowoczesności. Red. E. Nowina-Sroczyńska, T. Siemiński. Pruszcz Gdański–Bytów, s. 61–76.
- 2011 „Arystokraci wszystkich krajów – łączcie się!”. Szkic do antropologicznej opowieści o Łodzi Kaliskiej. „Polska Sztuka Ludowa. Konteksty”, nr 65, s. 81–91.
- 2007 Uczty nomadów. Szkic do antropologicznej opowieści o Łodzi Kaliskiej. [W:] Miejsca biesiadne. Co o nich opowiada antropolog? Red. G.E. Karpińska – „Łódzkie Studia Etnograficzne”, t. 46, s. 167–180.